# Dysdera bicornis
Dysdera bicornis este o specie de păianjeni din genul Dysdera, familia Dysderidae, descrisă de Fage, 1931.
Este endemică în Spania. Conform Catalogue of Life specia Dysdera bicornis nu are subspecii cunoscute.